# Каленик, Дмитрий Митрофанович
Дми́трий Митрофа́нович Кале́ник, другой вариант — Калейников (1910—1941) — стрелок 4-й роты 2-го батальона 1075-го стрелкового полка 316-й стрелковой дивизии 16-й армии Западного фронта, рядовой, Герой Советского Союза. Награждён орденом Ленина.

## Биография
Родился в 1910 году в селе Стеценково (ныне — в Россошанском районе Воронежской области) в крестьянской семье. Русский.
Получил начальное образование. Работал председателем сельпо в колхозе имени Будённого Гвардейского района Талды-Курганской области Казахской ССР.
В 1932-1935 годах служил в Красной Армии. В 1941 году был вновь призван в Красную Армию. Дмитрий Каленик 16 ноября 1941 года у разъезда Дубосеково Волоколамского района Московской области в составе группы истребителей танков участвовал в отражении многочисленных атак противника, было уничтожено 18 вражеских танков. Это сражение вошло в историю как подвиг 28 героев-панфиловцев. В этом бою Дмитрий Каленик погиб.
В посмертном наградном листе к представлению о награждении званием Героя Советского Союза его фамилия была записана как Калейников. Указом Президиума Верховного Совета СССР «О присвоении звания Героя Советского Союза начальствующему и рядовому составу Красной Армии» от 21 июля 1942 года за «образцовое выполнение боевых заданий командования на фронте борьбы с немецкими захватчиками и проявленные при этом отвагу и геройство» удостоен посмертно звания Героя Советского Союза.

## Награды
- Герой Советского Союза (21 июля 1942) — за образцовое выполнение боевых заданий Командования на фронте борьбы с немецкими захватчиками и проявленные при этом отвагу и геройство
- Орден Ленина (21 июля 1942) — за образцовое выполнение боевых заданий Командования на фронте борьбы с немецкими захватчиками и проявленные при этом отвагу и геройство

## Память
В 1966 году в Москве в честь панфиловцев была названа улица в районе Северное Тушино (улица Героев-панфиловцев), где установлен монумент.
В их честь в 1975 году также был сооружён мемориал в Дубосеково.
В родном селе Стеценково в 1970-х годах Дмитрию Каленику установлен бюст (в 2005 заменён на новый).
В деревне Нелидово (1,5 км от разъезда Дубосеково) установлен памятник и открыт Музей героев-панфиловцев. В городе Алматы, родном для панфиловцев, есть парк имени 28 гвардейцев-панфиловцев, в котором расположен монумент в их честь.
Упоминание о 28 «самых храбрых сынах» Москвы вошло также в песню Дорогая моя столица, ныне являющуюся гимном Москвы.